# Bill Bowrey
William "Bill" Bowrey (Sydney, 25 de Dezembro de 1943) é um ex-tenista profissional australiano.

## Grand Slam finais

### Simples: 1 (1–0)
| Resultado | Ano  | Campeonato               | Piso  | Oponente          | Placar             |
| Campeão   | 1968 | Australian Championships | Grama | Juan Gisbert, Sr. | 7–5, 2–6, 9–7, 6–4 |